# Orlen Unipetrol

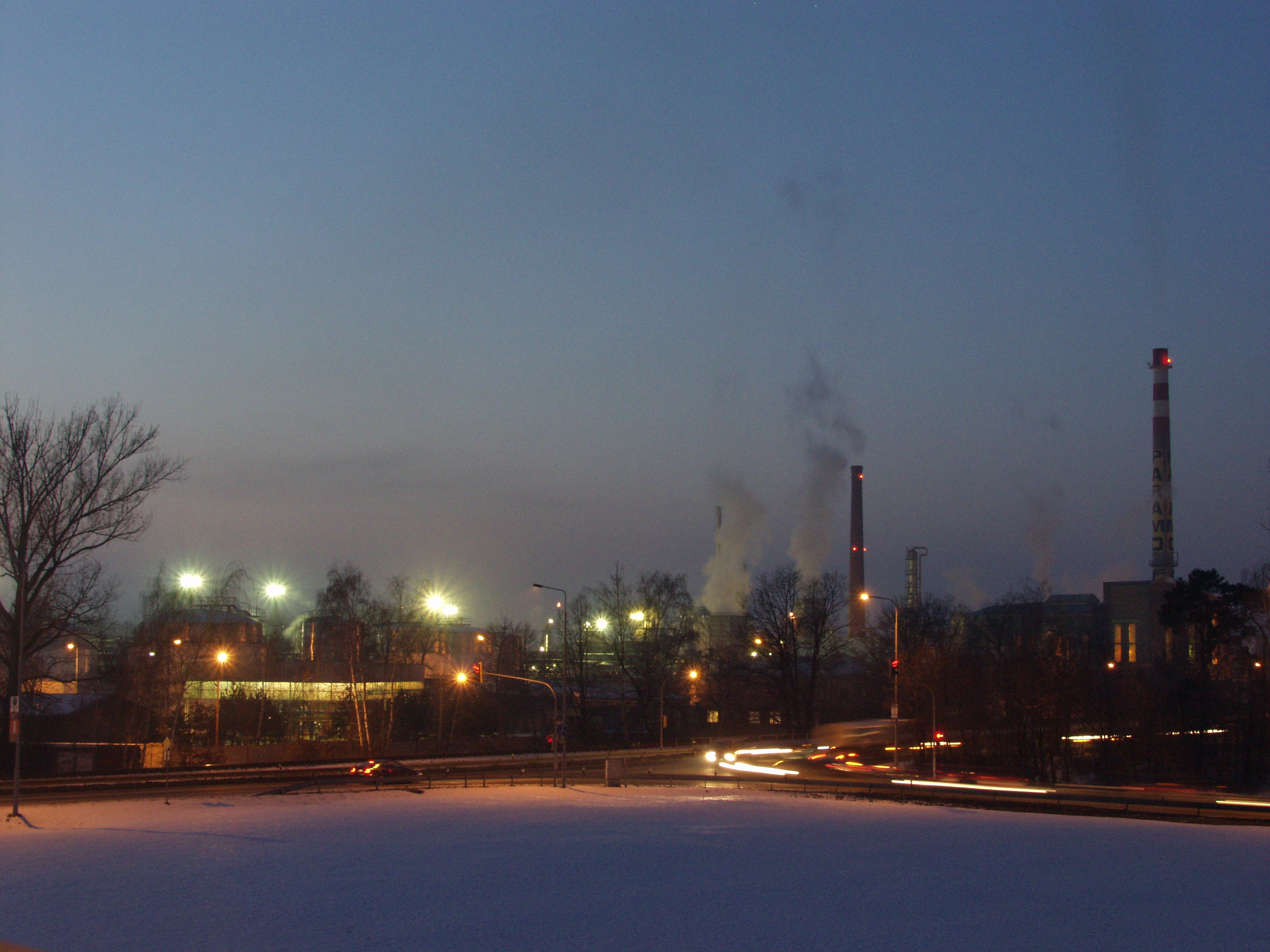
Rafinérie Paramo v Pardubicích

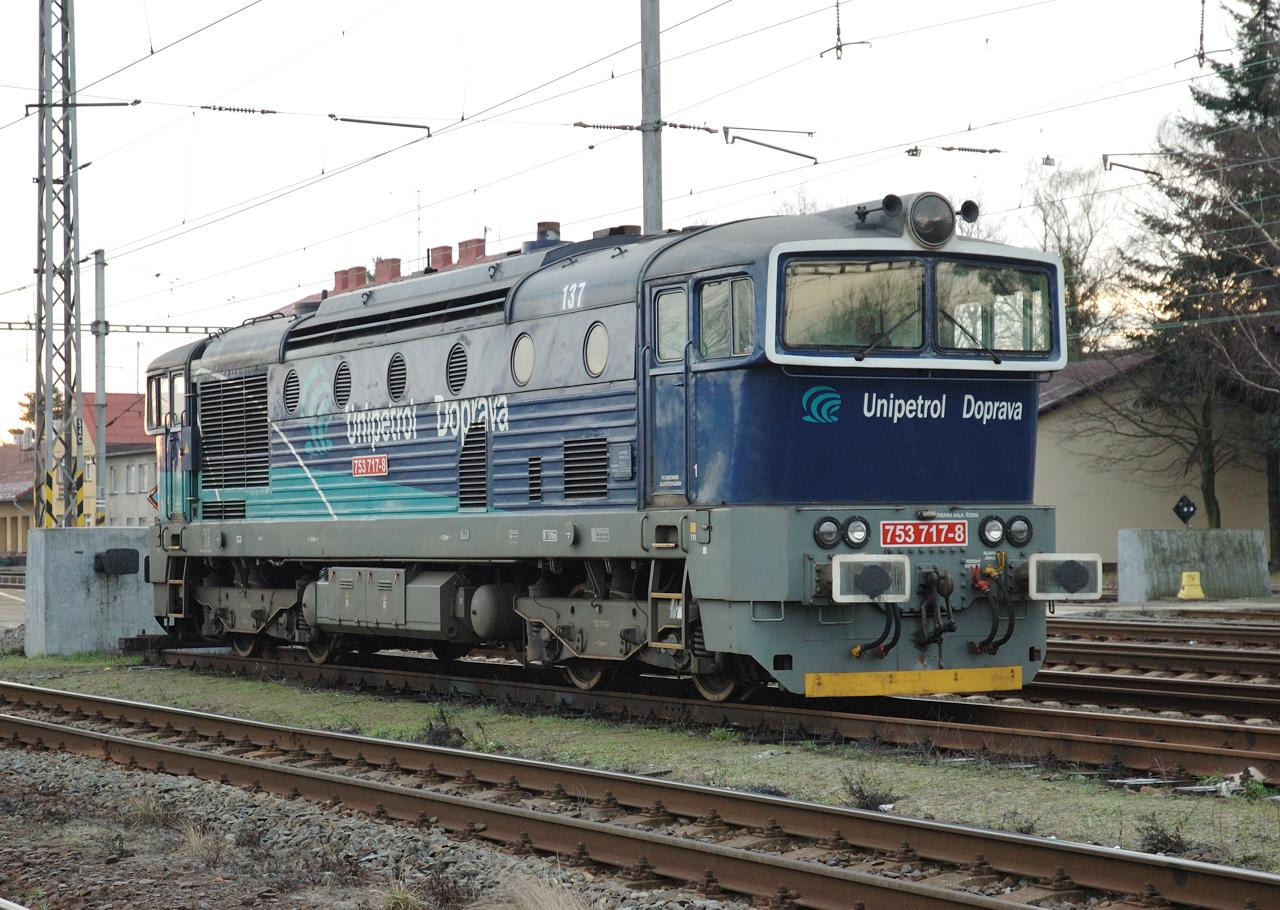
Lokomotiva společnosti Unipetrol Doprava

ORLEN Unipetrol a.s. je akciová společnost, která se zabývá zpracováním ropy a výrobou, distribucí a prodejem pohonných hmot a petrochemických produktů – zejména plastů a hnojiv – v České republice a středoevropském regionu. Je jediným zpracovatelem ropy v  České republice a patří mezi deset největších českých firem podle tržeb. Vznikla v roce 1995 a od roku 2004 je součástí skupiny PKN Orlen, která vlastní 100 % akcií ve společnosti.
Do ORLEN Unipetrolu byly postupně začleněny společnosti Kaučuk, Chemopetrol, Benzina, Paramo, Koramo (v roce 2003 sloučené se společností Paramo), Česká rafinérská, Unipetrol Trade, Spolana a Unipetrol Rafinérie.
Skupina ORLEN Unipetrol je největší rafinérskou a petrochemickou společností v Česku. Do skupiny ORLEN Unipetrol spadají rafinérie a výrobní závody v Litvínově a Kralupech nad Vltavou, společnost Paramo v Pardubicích, neratovická společnost Spolana, otrokovická společnost REMAQ, výzkumné centrum v Brně, logistické společnosti ORLEN Unipetrol Doprava a PETROTRANS a inženýrská projektová společnost ORLEN Projekt. Skupina je také majoritním vlastníkem hokejového klubu HC VERVA Litvínov. 
Součástí ORLEN Unipetrolu je i síť čerpacích stanic ORLEN v Česku, na Slovensku a v Maďarsku. ORLEN Unipetrol je v České republice jedna z největších firem z hlediska obratu. Zaměstnává téměř 6 000 lidí. ORLEN Unipetrol je také společensky odpovědnou společností, a to zejména v oblasti podpory udržitelného rozvoje, vzdělávání, místních komunit a životního prostředí. Potvrzením kvalitní péče o zaměstnance je prestižní mezinárodní certifikát Top Employer, který skupina získala v letech 2023 a 2024, a řada národních ocenění. V roce 2005 se ORLEN Unipetrol stal součástí skupiny ORLEN, která je největší energetickou firmou ve střední Evropě.
Od roku 2024 je předsedou představenstva Mariusz Wnuk.

## Historie ORLEN Unipetrol
Počátek současné skupiny ORLEN Unipetrol se datuje již do roku 1939, kdy byla zahájena výstavba chemické továrny STW v Záluží u Litvínova. V letech 1975–1976 byly do provozu uvedeny výrobny polypropylenu a polyetylenu, v roce 1979 byl spuštěn provoz etylenové jednotky. O dva roky později byla dokončena výstavba nové rafinérie Litvínov (NRL). Rok 1993 se nesl ve znamení restrukturalizace rafinérsko-petrochemického průmyslu i tehdejšího Chemopetrolu, později začleněného do Unipetrolu.
Společnost Unipetrol byla založena v roce 1995 Fondem národního majetku. Šlo o jeden z privatizačních kroků českého petrochemického průmyslu. V roce 1996 se vyčlenily rafinérie ze společností Chemopetrol v Litvínově a Kaučuk v Kralupech do společnosti Česká rafinérská.

### Privatizace
V roce 2001 Zemanova vláda rozhodla o zahájení privatizace majoritního státního podílu. I když meziresortní privatizační komise doporučila jako vítěze britskou společnost Rotch Energy, která nabídla 444 milionů eur (tehdy asi 14,5 miliardy Kč), vláda v prosinci 2001 rozhodla o prodeji české společnosti Agrofert za 361 milionů eur (tehdy asi 11,7 miliardy Kč). Agrofert však nezaplatil a požádal o ukončení privatizační smlouvy, v listopadu 2002 tak Špidlova vláda rozhodla o vyhlášení nové soutěže.
V lednu 2004 podalo v privatizační soutěži předběžnou nabídku sedm společností nebo konsorcií. Z šesti platných nabídek byly vyřazeny nabídky slovenské Penta Finance, ruského Tatněftu a kazašské státní společnosti KazMunaiGas (která nabídla nejvyšší horní cenu v rozmezí 9-16 mld. Kč). Do užšího výběru vláda vybrala pouze předběžné nabídky polské společnosti PKN Orlen (podporované Agrofertem), maďarské firmy MOL a Shell. Konečnou nabídku pak podal pouze PKN Orlen – 11,3 mld. Kč za 63% podíl v Unipetrolu a 1,7 mld. Kč za pohledávky ČKA vůči společnostem Unipetrolu. Tuto nabídku vláda přijala v dubnu 2004 a prodej byl dokončen v roce 2005.

## Současnost
V dubnu 2015 byla úspěšně dokončena transakce týkající se nákupu 32,445% podílu v České rafinérské od společnosti Eni International B. V. Unipetrol se tak stal jediným akcionářem České rafinérské.
V prosinci 2015 společnost Unipetrol RPA, na maloobchodním trhu reprezentovaná značkou Benzina, uzavřela dohodu se společností OMV o převzetí 68 čerpacích stanic v České republice.
V rámci restrukturalizace skupiny Unipetrol byly na konci roku 2015 společnosti Unipetrol RPA a Benzina sloučeny pod názvem Unipetrol RPA. Benzina tak začala fungovat jako odštěpný závod.
V červnu 2016 společnost Unipetrol RPA podepsala smlouvu o koupi akcií se společností Anwil, díky které získala 100% podíl ve společnosti Spolana.
Od ledna 2021 mění rafinérská a petrochemická skupina Unipetrol svůj název a logo na ORLEN Unipetrol. Změna názvu je faktickým dokončením plné příslušnosti k nadnárodní skupině ORLEN, která je největší společností ve střední a východní Evropě.

### Společensky prospěšná činnost a sponzoring
V roce 2016 Unipetrol RPA založil Nadaci Unipetrol, zaměřenou na podporu studia a výuky chemie a technických oborů.
Unipetrol dlouhodobě podporuje rozvoj školství a regionů, ve kterých působí.
Spolu se svými zaměstnanci Unipetrol finančně podporuje neziskové organizace a dětské domovy prostřednictvím sbírky Splněná přání. Od roku 2011 mezi ně rozdělil více než 1,5 milionu korun. Další miliony každoročně rozdělí obcím ve svém okolí. Finanční prostředky jsou využívány obcemi na rozvoj infrastruktury a aktivit v sociální sféře, v oblastech kultury, společenského života a sportu.
Dlouholetou tradici má vypouštění ryb do řek Bílina a Labe. Od roku 2010 vysadili rybáři společně s Unipetrolem přes 4 500 kilogramů ryb. Do Labe nedaleko dceřiného závodu Spolana Neratovice rybáři od roku 2013 vypustili přes 2000 kg ryb. Ve spolupráci s  ekologickou organizací Alka Wildlife se Unipetrol stará o sokoly stěhovavé, kteří každoročně hnízdí na komínech ve výrobních areálech v Litvínově, Kralupech nad Vltavou a Neratovicích. Od roku 2018 jsou v  areálu staré výroby čokolády a sacharinu ve Spolaně Neratovice umístěné včelí úly. Výbornou kvalitu stáčeného květového medu potvrdily testy akreditované laboratoře Výzkumného ústavu včelařského.[zdroj?]
Unipetrol je od roku 2002 strategickým partnerem Vysoké školy chemicko-technologické v Praze. V roce 2015 bylo založeno Univerzitní centrum VŠCHT Praha – Unipetrol, které sídlí přímo ve výrobním areálu Unipetrolu v Litvínově, a ve kterém lze studovat jak bakalářské tak i magisterské obory. ORLEN Unipetrol také finančně podporuje střední školy a jejich studenty, zejména školy Schola Humanitas v  Litvínově a EDUCHEM v  Meziboří u Litvínova.[zdroj?]
V roce 2021 získala skupina ORLEN Unipetrol ocenění za aktivitu v oblasti životního prostředí.

### Věda a výzkum
ORLEN Unipetrol klade důraz na výzkum a vývoj v rafinérské a petrochemické oblasti. Spolupracuje s řadou domácích i zahraničních odborných pracovišť na akademické půdě i v komerční sféře. Součástí skupiny ORLEN Unipetrol jsou dvě výzkumně-vzdělávací centra zaměřené na rafinérské produkty (Litvínov) a petrochemické produkty (Brno).

#### ORLEN UniCRE
V roce 2014 bylo založeno v areálu chemického závodu v Litvínově takzvané Unipetrol výzkumně vzdělávací centrum, a.s. (UniCRE). To propojuje výzkum s výukou a průmyslovou praxí a navazuje tak na téměř 70letou tradici výzkumu chemických technologií v Litvínově a v Ústí nad Labem. Kromě výzkumníků slouží moderní prostory včetně špičkového vybavení také studentům Univerzitního centra VŠCHT Praha. Svou výzkumnou i vzdělávací činností ORLEN UniCRE usnadňuje přenos znalostí z výzkumu do praxe a výrazně podporuje vzdělanost Ústeckého kraje.[zdroj?]

#### ORLEN Unipetrol RPA s.r.o. – POLYMER INSTITUTE BRNO, odštěpný závod
Odštěpný závod Polymer Institut Brno (PIB) má statut výzkumné, vývojové a výrobní organizace pracující na bázi kontraktů. Kromě výzkumně-vývojové činnosti se zabývá výrobou koncentrátů aditiv pro plasty (barevných koncentrátů, koncentrátů stabilizátorů, speciálních kompozitů, materiálů se sníženou hořlavostí, antistatik, nukleačních a kluzných činidel a plniv atd.), prodejem polymerů a informačními a konzultačními službami.

## Dceřiné společnosti
Mezi dceřiné společnosti ORLEN Unipetrolu patří:
1. ORLEN Unipetrol RPA s.r.o. (100 %)
2. Benzina,ORLEN odštěpný závod
3. ORLEN Unipetrol RPA s.r.o. – POLYMER INSTITUTE BRNO, odštěpný závod
4. HC Verva Litvínov, a.s.
5. Spolana a.s.
6. Paramo, a.s.
7. ORLEN Unipetrol RPA Hungary Kft.
8. Petrotrans, s.r.o.
9. ORLEN Unipetrol Doprava s.r.o.
10. Nadace ORLEN Unipetrol
11. ORLEN Unipetrol Slovensko s.r.o.
12. Universal Banka, a.s.
13. ORLEN Unipetrol Deutschland GmbH
14. Butadien Kralupy a.s.

## Generální ředitelé Unipetrolu
- 9. 4. 2013 - 30. 6. 2016 - Marek Świtajewski
- 1. 7. 2016 - 10. 3. 2018 Andrzej Modrzejewski
- 10. 3. 2018 - 2. 7. 2019 Krzysztof Zdziarski
- 3. 7. 2019 - 25. 6. 2024 Tomasz Wiatrak
- 25. 6. 2024 - Mariusz Wnuk

## Nehody
Dne 13. srpna 2015 došlo v chemičce Unipetrolu v Litvínově k výbuchu a následném požáru ethylenové jednotky. Nikdo nezemřel a během dne byl požár pod kontrolou hasičů.
Dne 22. března 2018 vybuchla v chemičce Unipetrolu v Kralupech nad Vltavou nádrž. Při této nehodě přišlo o život šest osob. Tato nehoda je považována za jednu z největších tragédií v chemickém průmyslu od roku 1989.
Lesy ČR společnost zažalovaly za opakované poničení lesů způsobené vypouštěnými emisemi. Nejvyšší soud označil látky vypouštěné v závodech patřících společnosti za mimořádně škodlivé.